# Stalag 17
Članek govori o filmu s tem imenom. Za punk skupino glej Stalag 17 (glasbena skupina).
Stalag 17 je film z vojaško tematiko iz leta 1953. Zgodba govori o skupini zajetih ameriških vojaških letalcev, ki so bili med drugo svetovno vojno sestreljeni iz zaprti v taborišču za vojne ujetnike. Letalci sumijo, da je med njimi izdajalec, kar je osrednja tema filma, ki je bil posnet v črno-beli tehniki.

## Igralska zasedba
| Actor           | Character                                      |
| --------------- | ---------------------------------------------- |
| William Holden  | Sefton                                         |
| Don Taylor      | poročnik Dunbar                                |
| Otto Preminger  | Von Scherbach                                  |
| Robert Strauss  | Stanislas "Animal" Kasava                      |
| Harvey Lembeck  | Harry Shapiro                                  |
| Peter Graves    | Price                                          |
| Sig Ruman       | nerednik Schulz                                |
| Neville Brand   | Duke                                           |
| Richard Erdman  | Hoffy                                          |
| Michael Moore   | Manfredi                                       |
| Peter Baldwin   | Johnson                                        |
| Robinson Stone  | Joey                                           |
| Robert Shawley  | Blondie Peterson                               |
| William Pierson | Marko                                          |
| Gil Stratton    | Clarence Harvey "Cookie" Cook (pripovedovalec) |
| Jay Lawrence    | Bagradian                                      |
| Erwin Kalser    | Geneva Man                                     |
| Mike Bush       | Dancer                                         |